# I fiori della guerra
I fiori della guerra (The Flowers of War), è un film del 2011 diretto da Zhāng Yìmóu che ha per protagonista Christian Bale.
La pellicola è incentrata sul Massacro di Nanchino, avvenuto in Cina nel 1937. L'attore interpreta il ruolo di un becchino che si finge un missionario statunitense per difendere alcune ragazze e donne cinesi dalle atrocità dei soldati giapponesi

## Trama
1937, l'esercito giapponese inizia l'invasione della Cina, a dicembre viene occupata la capitale repubblicana Nanchino. Durante i combattimenti, per sfuggire al massacro 14 allieve cinesi dodicenni di una scuola cattolica si rifugiano nel collegio dove studiano. Uno sparuto gruppo di soldati cinesi si sacrifica per difenderle, rimane in vita solo il comandante maggiore Li e un giovanissimo soldato ferito gravemente.
Al convento arriva anche il becchino John Miller per dare sepoltura al sacerdote padre Engelmann, direttore del collegio. Con suo grande piacere, quasi contemporaneamente giunge anche un gruppo di prostitute invitate dal cuoco, che nel frattempo è stato ucciso. Tra le ragazze e le donne iniziano subito dissidi e contrasti, ma una pattuglia giapponese assalta la chiesa. Le prostitute riescono a rifugiarsi in cantina, le ragazzine sono catturate dai soldati che vogliono deportare in un campo di lavori forzati,
fucilando 2 ragazze che avevano opposto resistenza. John Miller, che la sera precedente si è ubriacato e travestito da sacerdote, interviene istintivamente per difenderle, ma viene percosso e ferito. Soltanto l'intervento del maggiore Li, un ufficiale cinese rimasto isolato, salva la situazione: i giapponesi lo inseguono all'esterno, dove l'ufficiale ha predisposto una trappola esplosiva e con il proprio sacrificio stermina il plotone nemico.
Subito dopo l'episodio, al collegio arriva il colonnello Hasegawa delle forze d'invasione, che oltre a chiedere scusa per il comportamento ingiustificabile dei suoi commilitoni si dichiara un appassionato di musica; esprime il desiderio di sentir cantare entro qualche giorno le ragazzine. Nel frattempo mette soldati di guardia al convento in modo che nessuno possa entrare, ma neppure uscire. Hasegawa è accompagnato da un interprete cinese, il signor Meng, che è il padre dell'allieva Shu, accusata per questo dalle altre di essere una collaborazionista.
Shu, che ha preso una cotta per John Miller, è anche gelosa di Yu Mo, la più bella tra le giovani prostitute. La tensione tra queste e le educande aumenta, finché due ragazze di piacere escono nottetempo per tornare al bordello: vogliono trovare corde per il pipa, lo strumento musicale con il quale cercano di distrarre l'agonia del giovanissimo soldato che il maggiore Li ha lasciato alle loro cure e che è già morto. Miller esce per rintracciarle ma arriva troppo tardi, le due sono state fucilate sommariamente dagli invasori.
Il colonnello Hasegawa torna al convento per ascoltare il coro delle educande, poi consegna l'ordine di presentarsi a cantare alla festa organizzata dal comando giapponese per l'occupazione della capitale. John Miller, entrato completamente nella parte del sacerdote, cerca di declinare l'invito perché teme per il destino delle ragazzine, ma l'ufficiale ribadisce che non può disobbedire a un ordine. Tornerà entro qualche giorno per prelevarle.
L'incertezza sul corretto comportamento dei giapponesi è molto forte, c'è seriamente da temere per l'incolumità delle educande. Subodorando cosa le aspetta, le ragazzine si accordano per gettarsi dalla torre del convento e sottrarsi alla sorte; Miller riesce a fermarle solo perché Yu Mo, presa a compassione, promette che lei e le sue colleghe si sostituiranno alle allieve.
John Miller, che si è innamorato di Yu Mo, accetta di assecondare la sostituzione solo per il ricordo della figlia, che se non fosse morta da bambina avrebbe l'età delle educande. Si procura tramite il signor Meng quanto occorre per rimettere in funzione il vecchio autocarro del collegio, poi taglia i capelli delle prostitute in modo che sembrino più giovani. Purtroppo le sostitute sono soltanto 12 e le allieve 13, solo il sacrificio di George, l'orfano coetaneo delle ragazzine che padre Engelmann ha accolto in convento, permette di mantenere la finzione. L'adolescente indossa la divisa del collegio e una parrucca.
Il giorno in cui i giapponesi vengono a prendere le educande, nessun soldato si accorge della sostituzione perché le prostitute hanno davvero l'aria di ragazzine spaventate. Solo una di loro, ad un certo punto, si fa prendere dal panico e comincia a gridare di non essere una studentessa, e soltanto Miller riesce a rincuorarla quanto basta perché non faccia scoprire l'inganno. Il signor Meng viene trucidato senza pietà da un ufficiale, e John Miller può rivelare a Shu che suo padre è un eroe e non un traditore, dal momento che ha procurato un lasciapassare per uscire da Nanchino. L'ex becchino nasconde le ragazzine in un sottofondo sul retro dell'autocarro riparato, e riesce ad abbandonare la capitale portandole in salvo.
Dell'orfano George, di Yu Mo e delle altre prostitute non si avranno più notizie; finiranno ingoiate dalla guerra nello spaventoso bilancio del massacro di Nanchino.

## Produzione
Il film è stato realizzato e prodotto in Cina, ha avuto un costo di 90,2 milioni di dollari come budget e si annovera tra i film più costosi della storia della cinematografia cinese insieme alle produzioni di John Woo.
La pellicola include sia parti di dialogo in cinese che in inglese. Il direttore della fotografia Zhao Xiaoding ha già lavorato con Zhāng Yìmóu in La foresta dei Pugnali Volanti del 2004. Il supervisore agli effetti speciali Joss Williams invece, annovera tra i film ai quali ha collaborato Alien³ (1992), The Bourne Ultimatum - Il ritorno dello sciacallo e Sweeney Todd - Il diabolico barbiere di Fleet Street, entrambi del 2007. Lo scenografo Yōhei Taneda  ha curato le scenografie del primo capitolo di Kill Bill (2003).

### Sceneggiatura
Il film, che doveva intitolarsi originariamente Gli eroi di Nanchino, è tratto dal libro della scrittrice cinese Geling Yan, intitolato I tredici fiori della guerra. La sceneggiatura è stata affidata a Liu Heng che ha già collaborato con il regista nella sceneggiatura del film del 1990 Ju Dou.
Sulla scelta di Christian Bale come protagonista per il suo kolossal, il regista ha dichiarato:
(Zhang Yimou)

### Riprese
Le riprese del film si sono svolte nei Nanchino Studios poco fuori dalla città di Nanchino (Cina).

## Distribuzione
L'uscita nelle sale cinematografiche in Cina è avvenuta il 16 dicembre 2011, mentre negli Stati Uniti il 23 dicembre dello stesso anno. In Italia il film viene distribuito direttamente in Home Video (DVD e Blu-Ray) a partire dal 12 febbraio 2014. Il 27 marzo 2014 il film viene trasmesso in prima visione TV da Rai 3.